# Pastorałka (misterium)
Pastorałka – misterium ludowe w układzie Leona Schillera.
Premiera misterium odbyła się 24 grudnia 1922 roku w Teatrze Reduta w Warszawie w reżyserii Leona Schillera, Heleny Buczyńskiej i Feliksa Zbyszewskiego w opracowaniu muzycznym Schillera. Wcześniej ułożył do własnej kompozycji muzycznej Leon Schiller Szopkę staropolską (1919 r.), którą 80 razy wystawił w Teatrze Polskim w Warszawie. W zmienionej wersji, już z udziałem Jana Maklakiewicza wystawił w warszawskim Teatrze "Reduta".
Do wybuchu wojny Pastorałka wystawiana była pięciokrotnie (ostatnia realizacja we Lwowie w Teatrze Miejskim w roku 1934 w reż. Władysława Krasnowieckiego).
Po wojnie pierwszy spektakl Pastorałki odbył się w roku 1945 w Częstochowie w reż. Tacjanny Wysockiej (muzyka Leon Schiller i Jan Maklakiewicz).

## Budowa misterium[2]
- Prologus
- Actus Pastoralis
- Sceny Herodowe

chorały przy akompaniamencie fisharmonii i fortepianu
wszystkie role wykonują kolędnicy
- Trójśpiew wołu, osła i Josepha

- Śpiew kolędników

- Kolęda Ryczywoła

realistycznie, bez przejaskrawień i burleskowych "wymysłów".

## Realizacje (wybór)[4]
- Teatr Wyobraźni Radia Wolna Europa – w opracowaniu Wacława Radulskiego, z muz. Schillera, Maklakiewicza w aranżacji Romana Palestra – trzykrotnie w latach 1954, 1955 i 1978.
- pierwszy raz w Teatrze Telewizji pojawiła się w r. 1956 w reż. Ewy Bonackiej.
- jako słuchowisko radiowe w adaptacji Klemensa Białka po raz pierwszy w r. 1976, później m.in. w r. 1987 pt. Graj dudku, graj w adaptacji Iwony Smolki (z udziałem m.in. Mariana Kociniaka i Gustawa Lutkiewicza).
- 1979 - w Teatrze Telewizji z wykorzystaniem szopki krakowskiej projektu Stanisława Paczyńskiego i w reż. Stefana Szlachtycza.
- Pięciokrotnie reżyserowała Pastorałkę Barbara Fijewska – m.in. w r. 1988 w Londynie (POSK, Teatr Polski ZASP, z własną choreografią i ze scenografią Roberta Czajkowskiego) i w r. 1988 w Teatrze Narodowym.
- w r. 1982 Teatr Współczesny w Warszawie (w obsadzie m.in.: Pola Raksa, Stanisława Celińska, Andrzej Stockinger, Maria Pakulnis, Bogusław Linda, Beata Poźniak, Wiesław Michnikowski, Krzysztof Kowalewski
- w r. 1988 w zmienionej wersji, pt.: O cudownym narodzeniu pańskim w Teatrze Telewizji, w reż. Jana Skotnickiego.
- w r. 1992 w Teatrze Muzycznym w Gliwicach w reż. Romana Michalskiego, pod kierownictwem muzycznym Andrzeja Rosóła.
- w r. 1995 w Teatrze Rozrywki w Chorzowie, w reż. Dariusza Miłkowskiego, pod kier. Muz. Jana Wierzbicy.
- 2007 – w Teatrze Telewizji w reż. Laco Adamika (w obsadzie m.in.: Borys Szyc, Bartosz Opania, Michał Żebrowski, Zbigniew Zamachowski, Magdalena Cielecka, Agnieszka Grochowska i in.) i w Operze Krakowskiej w reż. Adamika, pod. kier. muzycznym Mikołaja Blajdy i Tomasza Tokarczyka (w operowej obsadzie m.in. soliści opery: Ewa Biegas, Adam Sobierajski, Franciszek Makuch).
- w r. 2011 na Festiwalu Spotkań Kultur w Lublinie w reż. Jerzego Turowicza (scenografię przygotował Xawery Kacperski).

Spektakl jest w dalszym ciągu wystawiany, zarówno przez teatry zawodowe jak i amatorskie, a nawet szkolne.

## Źródła
- Pastorałka. Misterjum ludowe w układzie Leona Schillera, Warszawa. Instytut Teatrów Ludowych, 1931.
- Pastorałka. Misterium ludowe w układzie Leona Schillera, Warszawa. Instytut Teatralny im. Zbigniewa Raszewskiego i Gdańsk. Słowo/Obraz Terytoria, 2005. (zawiera tekst Pastorałki, nuty oraz suplement).
- Pastorałka [film], scen. i reż. Laco Adamik, produkcja Maria Bardini, Warszawa, TVP 2008 (DVD-ROM)
- Lucjan Kydryński Przewodnik operetkowy. Wyd. 3. Warszawa 1986, s. 624-625.